# Бледи плавац
Бледи плавац (лат. Cupido decolorata) врста је лептира из породице плаваца (лат. Lycaenidae).

## Опис врсте
Љуспице често отпадају са крила, па плава боја делује неугледно. Нема наранџасту шару са доње стране задњих крила.

## Распрострањење и станиште
Среће се локално покрај шума, њива и путева. Насељава југоисточну Европу, али је знатно ређи од сродних врста.

## Биљке хранитељке
Основне биљке хранитељке су дуњица (Medicago lupulina) и луцерка (Medicago sativa).